# NGC 5630
NGC 5630 é uma galáxia espiral (Sd) localizada na direcção da constelação de Boötes. Possui uma declinação de +41° 15' 29" e uma ascensão recta de 14 horas, 27 minutos e 36,5 segundos.
A galáxia NGC 5630 foi descoberta em 9 de Abril de 1787 por William Herschel.